# Шибэй
Шибэ́й (кит. упр. 市北, пиньинь Shìběi, буквально: «северная часть города») — район городского подчинения города субпровинциального значения Циндао провинции Шаньдун (КНР).

## История
В конце XIX века эти места были захвачены Германией, создавшей концессию «Цзяо-Чжоу», и постепенно вошли в состав растущего города Циндао. В 1922 году эти земли были возвращены Китаю.
В 1946 году внутригородская территория была разделена на четыре района — так появился район Шибэй.
В 1994 году к району Шибэй были присоединёны земли расформированных районов Тайдун (台东区) и Сыфан (四方区), а также часть земель района Лаошань.

## Административное деление
Район делится на 16 уличных комитетов.